# Hagåtña
Hagåtña è la capitale del territorio non incorporato statunitense dell'isola di Guam. Sorge sulla costa ovest dell'isola non distante dal porto di Apra. Il suo nome è quello attuale dal 1998, mentre in precedenza era chiamata Agana (pronunciato Agaña): la decisione fu presa per rendere la grafia più simile alla pronuncia in lingua chamorro.
Al censimento del 2012 aveva una popolazione di 1 100 abitanti.

## Storia
Fu fondata nel 1668 dagli spagnoli con il nome di San Ignacio de Agaña: è pertanto la più antica città europea nel Pacifico. Il primo missionario a mettervi piede fu il beato Diego Luis de San Vitores, che ricevette il territorio in dono dal capo Kepuha, il primo a convertirsi al cattolicesimo.
Sotto gli spagnoli Agana divenne capoluogo, e molti abitanti di Guam e delle isole Marianne furono costretti a trasferirsi in città. Dopo la guerra ispano-americana, l'isola di Guam passò agli USA e rimase sede del governo sotto l'amministrazione della marina statunitense.
Nel 1940 Agana raggiunse i 10 000 abitanti, quasi la metà dei residenti nell'isola.
Occupata dal Giappone nel 1941, fu conosciuta, fino alla liberazione, come Akashi (in giapponese 明石), cioè Pietra Lucente o Pietra Rossa, così come l'intera isola di Guam fu rinominata dalla Commissione per la Ridenominazione delle Aree Occupate Ōmiyatō (in giapponese 大宮島), ossia Isola del Grande Tempio. Durante la riconquista americana di Guam del 1944 la città fu seriamente danneggiata dai bombardamenti, e buona parte degli abitanti preferì trasferirsi altrove. La caotica fase di ricostruzione guidata dalla U.S. Navy limita ancor oggi lo sviluppo della città.

## Geografia fisica

### Territorio
Hagåtña è situata alla foce del fiume Hagåtña, nella costa occidentale. Secondo lo United States Census Bureau, la città ha un'area totale di 1 miglio quadrato (2,6 km²). Il paese è delimitato dalle spiagge sabbiose di Agana Bay a nord, dal fiume Agana e da zone umide a est, e da una scogliera, che è sopra il villaggio di Agana Heights, a sud.

## Geografia antropica

### Urbanistica
A differenza di molti villaggi, Hagåtña centrale è divisa in blocchi di città con negozi e piccoli ristoranti in tutto il centro del villaggio. Circondano Hagåtña zone residenziali altamente popolate, come i villaggi di Mongmong-Toto-Maite, Sinajana e Agana Heights.